# Genbu-kai
Shitō-ryū Karate-do Genbu-Kai Int. jest międzynarodową organizacją, której założycielem i przywódcą był mistrz Fumio Demura (1938-2023) - 9 dan Shitō-ryū. Genbu-kai istnieje od 2001 roku. Obecnie prezydentem zarządu jest David Hines (8. dan), a głównym instruktorem Thanh Nguyen (8. dan). W okresie największego rozwoju na początku XXI w. organizacja była reprezentowana w 23 krajach, obecnie jest to tylko 11 krajów. Polski oddział Genbu-Kai działa od samego początku istnienia organizacji. 
Genbu-kai oznacza dosłownie organizacja rzeczywistej/profesjonalnej walki (Gen - rzeczywistość lub profesjonalizm; Bu - walka; Kai - organizacja). Funkcjonuje także nazwa Demura-ha Shitō-ryū Karate-do - podkreślająca autonomiczność odmiany stylu shi-to nauczanej przez mistrza Demurę.

## Struktura organizacji
- Przewodniczący: David Hines (USA)
- Główny Instruktor: Thanh Nguyen (USA)

Państwa członkowskie Genbu-kai:

Argentyna, Dominikana, Hiszpania (Ricardo Romero), Katar, Kostaryka, Niemcy (Dirk Kather), Meksyk, Panama (Stavros Costarangos), Polska, USA (David Hines), Wenezuela (Edgar Albakian).